# Kościół św. Atanazego przy Via Tiburtina
Kościół św. Atanazego przy Via Tiburtina w Rzymie (wł. Chiesa di Sant'Atanasio a Via Tiburtina) – rzymskokatolicki kościół tytularny w Rzymie.
Świątynia ta jest kościołem parafialnym oraz kościołem tytularnym.

## Lokalizacja
Kościół znajduje się w XXI dzielnicy Rzymu – Pietralata (Q XXI) przy Via Achille Benedetti 11.

## Patron
Patronem świątyni jest św. Atanazy – biskup Aleksandrii, Ojciec i Doktor Kościoła żyjący w III/IV wieku.

## Historia
Parafia św. Atanazego została ustanowiona 11 marca 1961 roku. W tym samym roku wybudowano kościół parafialny według projektu Ernesto Vichi.

## Architektura i sztuka
Ściany zewnętrzne kościoła mają trzy poziome strefy, strefa dolna zbudowana została z różowawych bloków, powyżej znajduje się podwójny rząd poziomych prostokątnych okien z przezroczystego szkła, a na górze pas pokryty szarą metalową okładziną. Pośrodku każdego rzędu okien wstawiono pionowy witraż.
Dzwonnica ma postać krzyża zbudowanego ze stalowych dźwigarów pomalowanych na czerwony matowy kolor.
Na ścianie wokół i nad ołtarzem umieszczono dwanaście mozaikowych paneli z symbolami religijnymi. Za ołtarzem, w małej apsydzie, znajduje się fresk przedstawiający Gody w Kanie Galilejskiej; większość postaci na nim przedstawionych ma tradycyjne stroje, ale oblubieniec i jedna z pozostałych osób mają na sobie współczesny garnitur i krawat.
Chrzcielnica jest dziełem węgierskiego rzeźbiarza Amerigo Tota. W kościele znajdują się dwa ołtarze boczne. Ołtarz po prawej jest poświęcony św. Atanazemu, po lewej – Wniebowzięciu Matki Bożej.

## Kardynałowie prezbiterzy
Kościół św. Atanazego przy Via Tiburtina jest jednym z kościołów tytularnych nadawanych kardynałom-prezbiterom (Titulus Sancti Athanasii ad viam Tiburtinam). Tytuł ten został ustanowiony przez papieża Jana Pawła II 28 czerwca 1991 roku.
- Alexandru Todea (1991–2002)
- Gabriel Zubeir Wako (2003–nadal)